# Karl August von Lichtenstein
Karl August Freiherr von Lichtenstein (Lahm, Baviera, 8 de setembre de 1767 - Berlín, 10 de setembre de 1845) fou un compositor i violinista alemany.
Enviat a Göttingen (Baixa Saxònia) perquè estudies en aquella universitat, això no obstant, continuà, la seva educació musical, cridant l'atenció en aquesta ciutat per la seva rara habilitat com a violinista en els concerts dirigits per Forkel.
Després fou gentilhome de cambra de l'elector de Hannover (1795) i majordom i intendent del teatre de la cort del príncep d'Anhalt-Dessau (1798). A Leipzig va donar diverses representacions amb la seva companyia d'òpera assolint gran èxit; animat per aquest triomf deixà la intendència de Dessau, i acceptà la direcció musical del teatre de la cort de Viena, que desenvolupà fins al 1805, any en el qual passà al Teatre Reial de Berlín.
Les composicions més destacades del baró de Lichtenstein són:
- Knall und Fall, òpera en dos actes, lletra i música (Bamberg, 1795).
- Bathmendi, gran òpera que aconseguí un èxit molt escàs (Dessau, 1798).
- Die sterneine Braut, òpera molt aplaudida (Dessau, 1799).
- La Symphatie, òpera còmica (Dessau, 1800).
- Ende gut, alles gut, (Dessau, 1800).
- André Hofer, parodia amb la música del Guillem Tell, de Rossini (Berlín, 1831).
- Die deutschen Herren in Nürnberg, (Berlín, 1833).

També se li deu una obra titulada Zur Geschichte der Sing-Academie in Berlín (Berlín, 1843).